# Arcadio Leyte-Vidal
Arcadio Leyte-Vidal Delgado (Santiago de Cuba, Oriente, Cuba, 12 de enero de 1846 - Bahía de Nipe, Oriente, Cuba, 13 de septiembre de 1879), fue un militar y patriota cubano. Brigadier del Ejército Libertador durante la Guerra de los Diez Años y jefe del Estado Mayor de Antonio Maceo, tras la Protesta de Baraguá. 

## Orígenes y primeros años
Nació en Santiago de Cuba, Oriente, Cuba, el 12 de enero de 1846. Hijo del cubano Elías Camilo Leyte-Vidal Soria y su esposa, la venezolana Juana Delgado. Su abuelo, José Leyte-Vidal, era fundador de la villa de Mayarí. Él y su esposa, Doña Manuela Vega, bautizaron al pequeño Arcadio en la Iglesia de la Santísima Trinidad. 
Llevó a cabo los estudios primarios en su ciudad natal. En la adolescencia, marcha a la villa fundad por su abuelo, Mayarí, para tomar parte en los cuantiosos negocios familiares. Allí, formó parte del cuerpo de voluntarios de la villa, durante algún tiempo. Sus orígenes políticos fueron en la corriente del Reformismo. 
Sin embargo, influido por las ideas del maestro público Antonio Alcalá, representante en Mayarí del Comité Revolucionario, que buscaba la independencia total de Cuba, el joven Arcadio se fue involucrando, poco a poco, en el Independentismo. 

## Guerra de los Diez Años
Se incorporó a la Guerra de los Diez Años (1868-1878) desde el comienzo, junto a un grupo de jóvenes mayariseros que se incorporaron al Ejército Libertador bajo el mando de Julio Grave de Peralta. Arcadio tenía solamente 22 años al incorporarse a la guerra. 
Como parte de la "División de Holguín", combatió bajo las órdenes de los Generales Julio Grave de Peralta, Calixto García y Máximo Gómez, participando en muchas de sus principales acciones militares. Ascendido a capitán en 1869, a comandante en 1870 y a teniente coronel en 1872, debió sufrir el fusilamiento de su hermano y el encarcelamiento de su madre y hermanas. 
Habendo alcanzado los grados de coronel en 1873, tuvo que desertar, con un grupo de seguidores, a comienzos de 1878, al no encontrarse de acuerdo con la situación de traición e indisciplina que cundía en las tropas de Holguín, hacia finales de la guerra. El 10 de febrero de 1878, se firma el Pacto del Zanjón, que pone fin oficialmente a la guerra. 
Arcadio no estuvo de acuerdo con dicho pacto y participó en la Protesta de Baraguá, encabezada por el Mayor General Antonio Maceo. Tras la misma, Arcadio fue ascendido a Brigadier, en marzo de 1878. 
Poco después, Arcadio marcha al exilio en Nueva York, junto a Maceo, para intentar conseguir recursos materiales para reforzar a las tropas restantes y poder continuar la guerra. Sin embargo, dichos esfuerzos fueron en vano. Ante la imposibilidad material de continuar la guerra, depuso las armas en mayo de ese mismo año y se acogió al indulto español. 
Ya en la paz, Arcadio se establece en Mayarí, junto a su esposa Brígida Sánchez, con quien se había casado en plena guerra. El 1 de junio de 1878, bautiza a sus tres hijos nacidos en la guerra. 

## Asesinato
Poco después del estallido de la Guerra Chiquita (1879-1880), el Brigadier Leyte-Vidal, que pretendía marchar al exilio, fue detenido por las autoridades españolas en la Bahía de Nipe. Trasladado mediante engaños a una cañonera española, fue apuñalado, junto a uno de sus primos, el 13 de septiembre de 1879. Los cadáveres fueron arrojados al mar. 